# Klara Zamenhof
Klara Silbernik Zamenhof est une espérantiste polonaise née le 6 octobre 1863 à Kaunas et décédée le 6 décembre 1924 à Varsovie.

## Biographie
Elle est née à Kaunas, le 6 octobre 1863 en Lituanie, alors dans l'Empire russe. Elle est la fille aînée d'Alexander Sender Silbernik et de Golda Silbernik, riches marchands de Kaunas.
Klara épouse Louis-Lazare Zamenhof, l'inventeur de l'espéranto, en 1887, et a trois enfants : Adam Zamenhof, Lidia Zamenhof et Zofia Zamenhof. Tous les trois sont assassinés pendant l'Holocauste.
Klara décède à Varsovie, en Pologne, le 6 décembre 1924 et est enterrée au cimetière juif de Varsovie.

## Contributions à l'espéranto
Après la mort prématurée de son mari le 14 avril 1917, Klara prend la relève de la promotion de l'espéranto. Elle a poursuivi le développement de la communauté centrée sur la langue et a soutenu sa fille Lidia Zamenhof qui a suivi une formation d'enseignante d'espéranto en Europe et aux États-Unis.